# Тойс (Амбла)

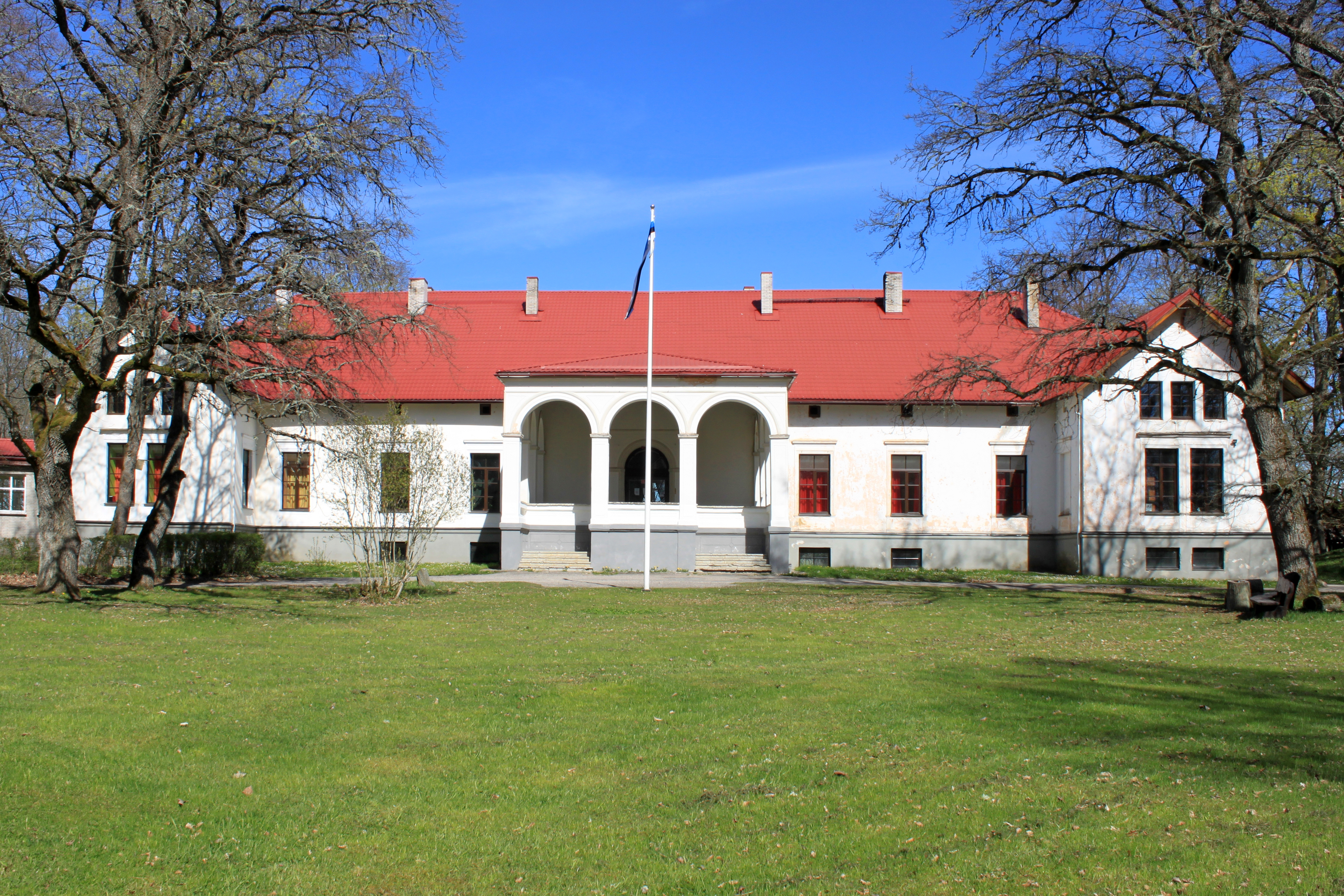
Главное здание мызы Тойс (Прууна) в 2020 году

Тойс (нем. Tois), также мыза Пру́уна (эст. Pruuna mõis), ранее Ко́рбенорм (нем. Corbenorm, эст. Kõrvenurme) — частная мыза (имение) в Эстонии. Находится на территории деревни Тыыракырве, уезд Ляэне-Вирумаа. Согласно историческому административному делению, относилась к приходу Амбла уезда Ярвамаа. В годы Российской империи находилась на территории Эстляндской губернии и относилась к приходу Ампель.

## История

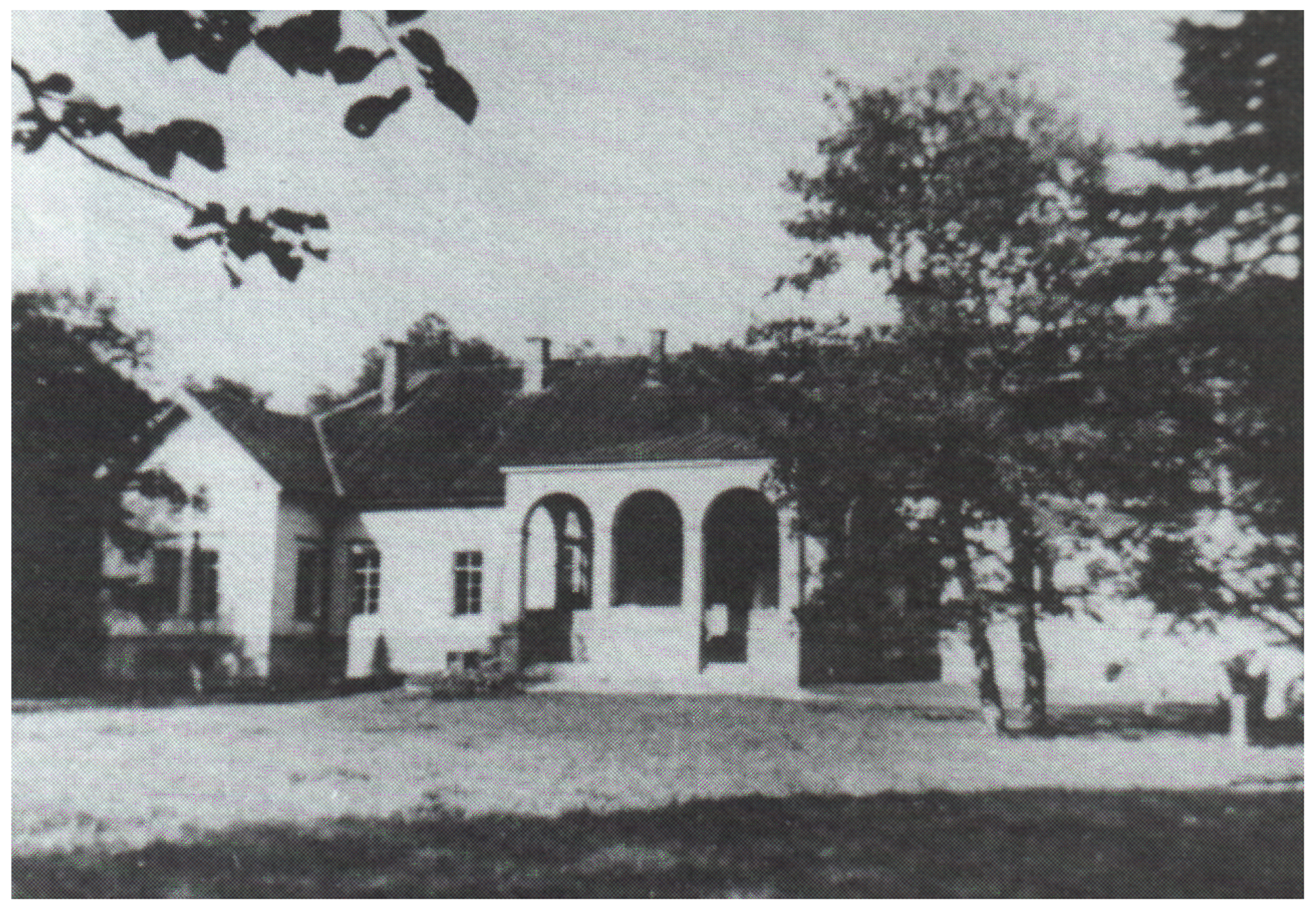
Главное здание мызы Тойс (Прууна) в XIX веке

Первые сведения о мызе относятся к 1478 году, тогда она носила название Корбенорм. Её владельцами было семейство Тойсов (Tois), от которых она получила своё немецкое название.
В 1478 году братья Ассер фон Тойс (Asser von Toysz) и Дидерих фон Тойс (Dyderich von Toysz) вместе со своим двоюродным братом Хансом (Hans von Toysz) продали мызу Бруну Дрользхагену (Brun Drolzhagen). От его личного имени произошло эстонское название мызы (эст. Pruuna mõis).

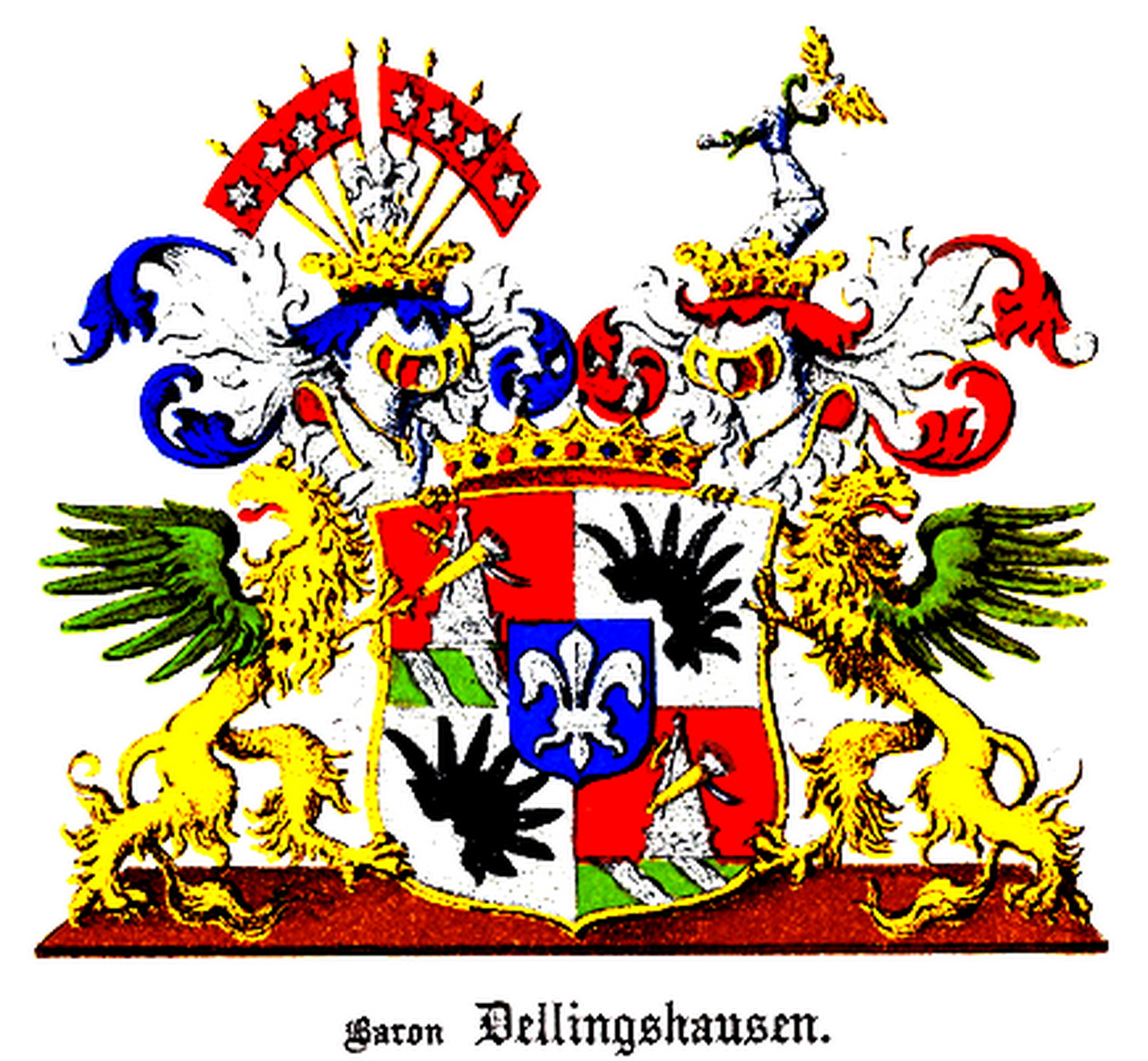
Герб баронов Деллингсгаузенов

В XVII—XVIII веках мыза часто меняла своих владельцев, в их числе были Шейдинги (Scheiding), Стаали, Ферзены, Таубе, Толли, Хастферы (von Hastfer), Шаренберги (Scharenberg). В 1793 году Эвальд фон Шаренберг (Ewald von Scharenberg) продал мызу семейству фон Деллингсгаузенов.
На военно-топографических картах Российской империи (1846–1863 годы), в состав которой входила Эстляндская губерния, мыза обозначена как мз. Тойсъ.
Последним собственником мызы был Карл Эдуард фон Деллинсгаузен (Carl Eduard von Dellingshausen). 25 октября 1919 года мыза была национализирована Эстонской Республикой. После этого в господский особняк (главное здание) мызы переехала школа Лехтсе и работала в нём до июня 2017 года. Затем главное здание приобрело частное предприятие Pruuna Mõis OÜ, которое сдаёт его в аренду предприятию Indsalu OÜ, оказывающему услуги по уходу за престарелыми людьми и людьми с недостатками здоровья.

## Главное здание
Главное здание мызы представляет собой одноэтажное здание в стиле неоренессанса на высоком цоколе, его построили в 1860-х годах. Центральную часть переднего фасада здания украшает веранда с девятью арками. Слегка выступающие двухоконные широкие боковые арки увенчаны треугольными ламелями. Тыльный фасад во многом похож на лицевой, но вместо веранды там сделан выступающий центральный ризалит с тремя арочными окнами. В 1960-х годах к левому торцу здания была сделана пристройка. В ближайшее время в здании откроется дом по уходу.

## Мызный комплекс
Многочисленные хозяйственные постройки мызы в основном располагались южнее и западнее главного здания. Некоторые из них сохранились, но в большей или меньшей степени в перестроенном виде. Скромный дом управляющего с полувальмовой крышей открывается фасадом в сторону парадного яруса главного здания. Аллея, ведущая в центр мызы с юго-запада, имела длину 800 метров; её последние 600 метров представляли собой прямую дорогу, направленную к центральной оси главного здания. Вторая подъездная дорога к мызе в настоящее время не используется, так как на ней закрыт железнодорожный переезд. Въезд в центр мызы находится к западу от дороги Лехтсе—Тапа.